# 三川女子調理師学校
三川女子調理師学校（みかわじょしちょうりしがっこう　英語：Mikawa Women's Cooking School）は、長崎県長崎市三川町にあった調理師を養成する専修学校。学校法人精道学園によって設置されていた。
カトリックの属人区の一つであるオプス・デイ（Opus Dei、ラテン語で「神の業」）の理念にしたがって教育を行っている。設立母体は修道会ではないため、いわゆるミッション・スクールではない。姉妹校である長崎精道小学校・中学校（女子校）と精道三川台小学校・中学校・高等学校（男子校）の給食業務も行っていた。
NVQ（全国職業資格）と呼ばれるイギリス政府管轄の職業能力評価制度を導入していた。

## 設置課程
- 一般課程 調理師科（夜間部のみ）- 修業年限2年。卒業と同時に国家試験免除で調理師免許を取得可能であった。

## キャンパス
校章
新約聖書の中の「DUC IN ALTUM （ラテン語で「沖に漕ぎ出せ」の意味）」（ルカ5･4）というキリストの言葉にちなみ、大海原に漕ぎ出す船の絵となっており、その周りに英語で校名（COOKING SCHOOL）が記されている。
学園歌
作詞は教職員、作曲は山口修による。2番まであり、学園の名称である「精道」が歌詞に登場する。
通学
全寮制であり、寮は学校に併設されていた。
その他
入学後経済的に自立できる「自立支援制度」を設けており、昼間に姉妹校で実習を兼ねた仕事を提供することで生活費の援助を行っていた。
閉校
2021年（令和3年）8月31日に開催された第261回 長崎県私立学校審議会において、「三川女子調理師学校（専修学校）」の廃止が承認された。最後の卒業生は3名。なお、2022年度からは各種学校「精道ホームアーツ・スクール」として運営されている。。

## 沿革
- 1978年（昭和53年）2月 - 学校法人精道学園が設立される。
- 1983年（昭和58年）4月1日 - 各種学校「ミカワクッキングスクール」が開校。
- 1989年（平成元年）4月1日 - 「三川女子調理師学校」（現校名）に改称。調理師養成施設として厚生大臣の指定を受ける。
- 2000年（平成12年）4月1日 - 専修学校となる。
- 2013年（平成25年）に創立30周年を迎えた。
- 2022年（令和4年） - 「三川女子調理師学校」閉校[4]

## アクセス
最寄りのバス停
- 長崎バス 「成和田（なるわだ）」バス停
- 長崎県営バス 「三原団地」バス停

周辺
- 長崎精道小学校・中学校
- 精道三川台小学校・中学校・高等学校
- 長崎市立三原小学校
- 長崎市立三川中学校
- みはら保育園
- 長崎市三川地区ふれあいセンター

## 姉妹校
- 長崎精道小学校・中学校（女子校）
- 精道三川台小学校・中学校・高等学校（男子校）